# Jeremiah Van Rensselaer
Jeremiah Van Rensselaer (* 27. August 1738 in Provinz New York; † 19. Februar 1810 in Albany, New York) war ein US-amerikanischer Politiker, der New York in beiden Repräsentantenhäusern vertrat. Ferner war er der Vater von Solomon Van Vechten Van Rensselaer und Cousin von Killian K. Van Rensselaer, der ebenfalls Abgeordneter war.

## Werdegang

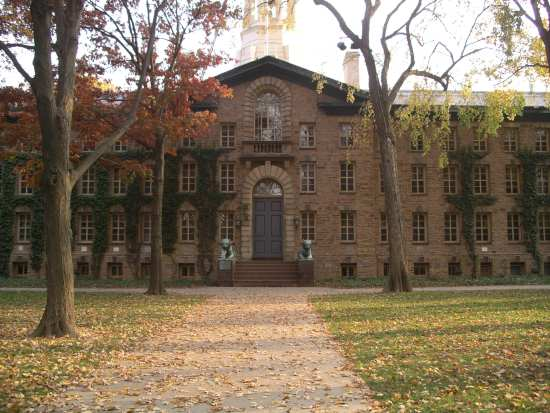
Nassau Hall, bei der Princeton University (damals College of New Jersey)

Jeremiah Van Rensselaer war der Sohn von John Van Rensselaer (1708–1793) und Engeltier Livingston Van Rensselaer, die, bevor Jeremiah zehn Jahre alt wurde, starb. Er erhielt Privatunterricht im Gutshaus der Familie „Rensselaerswyck“, besuchte dann eine Privatschule in Albany (New York) und ging anschließend auf das College von New Jersey (heute Princeton University), wo er 1758 graduierte.
Zwei Jahre später, 1760, heiratete er Judith Bayard, jedoch starb sie bald darauf. Nach ihrem Tod heiratete er ein zweites Mal und zwar Lena Lansing. Das Paar bekam im Februar 1764 ein Kind, Solomon Van Vechten Van Rensselaer.
Rensselaer wurde ein Grundstücksmakler, Händler und Landvermesser. 1766 war er einer der Unterzeichner der Satzung (engl. constitution) von den Albany Sons of Liberty und wurde ein Mitglied von Albanys Committee of Safety. Während des Amerikanischen Unabhängigkeitskrieges war er als Ensign im dritten Regiment der New York Line tätig, wo er als Zahlmeister diente.
Er wurde in den 1. US-Kongress gewählt, wo er vom 4. März 1789 bis zum 3. März 1791 im US-Repräsentantenhaus tätig war. Bei seinem Wiederwahlversuch in den 2. US-Kongress erlitt er eine Niederlage. Dann war er 1789 Mitglied der New York State Assembly. Ferner war er 1791 ein Mitglied des ersten Aufsichtsrats der Bank of Albany und von 1798 bis 1806 der Präsident der Bank.
Van Rensselaer war von 1801 bis 1804 Vizegouverneur von New York unter Gouverneur George Clinton. Dann war er 1804 Kurator des Evangelical Lutheran Seminary bei Albany.
Er starb 1810 in Albany und wurde anschließend auf dem Dutch Reformed Cemetery beigesetzt, allerdings wurde sein Leichnam später nach Albany Rural Cemetery in Menands (New York) umgebettet.